# Рокери
Рокерите (на английски: rockers) са членове на субкултура сред млади бунтарски настроени хора, шофиращи мотоциклети. Възникнала са през 60-те години на XX век. Думата рокер идва от английски език и в силно бюрократизирани потребителски общества. По това време се появяват в СССР (Stilyagi – „Младежки стил“), във Франция (Blousons Noirs – „Черни кожени якета“), във Великобритания (Mods – „Модове“ и Rockers – „Рокери“), Холандия (Provos – „Провокатори“), даже и в Япония (Bosozuko – „Скоростни племена“). На Острова модовете и рокерите си съперничат в стила си на обличане, в музиката, която слушат и най-важното – моторите, които карат. Понякога се стига и до сблъсъци.
Извън Великобритания и САЩ думата рокер придобива по-общо значение.
Рокери също се наричат и тези, които слушат рок музика.

## Мото клубове
Един от първите мото клубове е „Нюйоркски мотоциклет“, който през 1903 г. се обединява с мотоциклетния клуб „Алфа“ от Бруклин, за да стане Федерация на американските мотоциклетисти. По-късно Асоциацията на мотоциклетите и съюзниците (M & ATA) формира отдел за „ездачи“, който се отделя в Американската асоциация на мотоциклетистите.Поради участието на членовете и в Първата световна война през 1919 г. асоциацията вече не съществува.
В по-нови времена са организирани мотоциклетни клубове и вериги навсякъде по света. Това се извършва на основата на местно, регионално, общодържавно и дори на международно ниво. За създаването им са необходими поне шест члена и е редно да бъде уведомено ръководството на доминиращия региона клуб.
Организационно клубовете се различават на технологически, политически, религиозен принцип, а дори и по криминална или професионална принадлежност. В названието и емблемата на мотоциклетните клубове името на държавата от която произхождат не трябва да присъства.

## Основни типове моторни клубове
MC (Motorcycle Club) – тези организации се характеризират със своята строга организация, йерархия и етикет, задължителен за спазване от всички членове. Личната отдаденост и самодисциплината сред членовете има много високо по степен значение. Свещени като символ са седалището наричано „къща“ на клуба, коженото яке с емблемата и нашивките за ранга на носителя му, а с особена почит членовете се отнасят с обръщението „брат“. Тези символи сред мотористите са определени като „табу“. Не с приема посещение в къщата на не членове без покана, а ако има такава и това стане се счита за обида да се носят клубните цветове, емблемата и знаци за различаване (подобни са на тези в армията). Якето на рокера е основен символ на достойнство и не се препоръчва никому да го докосва, а на мотора му свободно не е редно да се сяда. Същото се отнася и за „мадамата“ на моториста. Обръщението към другите с израза „брат“ има сакрална стойност и трябва да се заслужи с подобаващо на добрите моторджийски нрави поведение. За членове в тези клубове не се допускат полицаи, бивши полицаи, жени и хомосексуалисти. За разрешаване на възникнали спорове и конфликти е създадена йерархична система за арбитраж водена от обикновено от президента на клуба. Ранга на рокера е от значение за него, защото от това зависи дори мястото му в колоната по време на поход.
MG(Moto Gang) (Мото банда) – били са гангстерски с изключително строга йерархия групи, занимаващи се с търговия с оръжие, пласмент на наркотици, проституция и порнография. До 90-те години на XX век са се определяли като MC. Днес вече почти са се легализирали и не се занимават с инкриминирана дейност. На тях е посветен американският сериен филм „Синовете на анархията“ (Sons of Anarchy) (2008 – 2014). В емблемата на руския моторен клуб „Нощни вълци“ също има MG, но според някои изследователи това означава Moto Group.
OC(Owners Club) (Клуб на собствениците) – клубове на собствениците на мотоциклети по определени признаци като кубатура, марка на производителя и подобни. OC клубовете нямат претенции към някаква определена територия и не враждуват с никого, освен в случаите когато е нанесено оскърбление на клуба им. Въпреки това понякога техните иначе либерални правила са подобни на тези от MC.
RC(Riders Club) (Клуб на ездачите) – членовете са свързани единствено от мотоциклета и любовта към вятъра. Нямат йерархична организация и устав. Приемат и членове от нежния пол.
LE MC(Law Enforcement Motocycle Club) (Мото клуб на право прилагащите органи) – появяват се поради причината, че MC отказват достъп на членове на силовите структури.
MFC(Moto Fans Club) (Клуб на феновете на мото) – тук марката, типа и модела нямат значение, Тези момчета обаче имат йерархия дори и когато членуват без дори да имат собствен мотор. Понякога са от така наречените „кафе рейсъри“.
FMC WMC(Female Moto Club) (Woman Moto Club) – понеже другите приемат само мъже, тези клубове са дамски.
CMC(Club of Motor Cyclists) (Клуб на мотоциклетистите) – тук може да членува всеки любител на моторни преживявания.
GMC(Gay Moto Club) (Гей мото клуб) – ЛГБТ клубове без ограничения по отношение на сексуалната ориентация.

## Важно са другите участници в движението по пътя
Каската на рокера, поставена на трасето е знак, че той се нуждае от помощ.